# Auditorio GNP Seguros
El Auditorio GNP Seguros es un recinto cubierto en Puebla, México dedicado al entretenimiento.
Se inauguró el 12 de agosto de 2016.

## Historia
Con una inversión final de 400 millones de pesos y tras año y medio de que se puso en marcha su construcción, el centro de espectáculos “Acrópolis Puebla”  fue inaugurado el viernes 12 de agosto de 2016.
El centro de espectáculos cuenta con butacas independientes, áreas de snack, restaurantes, bar, 150 espacios sanitarios, elevadores, estacionamiento para más de 2 mil autos, ambiente climatizado y 20 puentes de acceso. El concierto inaugural fue de Juan Gabriel.

## Algunos eventos
- Juan Gabriel 12 de agosto de 2016.
- WWE 27 de agosto de 2016.
- Roberto Carlos 23 de septiembre de 2016.
- Sin Bandera 14 de octubre de 2016.
- Alejandro Fernández 21 de octubre de 2016.
- Ricky Martin 27 de noviembre de 2016.
- La Oreja de Van Gogh Tour (el planeta imaginario) 13 de octubre de 2017
- Soy Luna 4 de octubre de 2018
- Luis Miguel 2 de marzo y 4 de diciembre de 2018.
- Ana Gabriel 12 de octubre de 2019.
- Ska-P  29 de enero de 2020
- Kenia Os 8 de mayo de 2022
- Ricardo Arjona 19 de octubre de 2022 (Blanco y Negro Tour)
- Napoleón 3 de diciembre de 2022 (Tour Hasta siempre)
- Kimberly Loaiza y JD Pantoja 25 de junio de 2023.
- LP 9 de febrero de 2024 (Love Lines Tour)
- Fuerza Regida 8 de noviembre de 2024 (Pero No Te Enamores Tour)